# Замок Петерсберг
Замок Петерсберг (нім. Burg Petersberg) — замок, розташований над містом Фрізах в окрузі Санкт-Файт-ан-дер-Глан в федеральной землі Каринтія (Австрія).

## Історія
Ще у 860 році король Людовик II Німецький надав архієпископу Зальцбургу Адалвіну двір у Фрізаху. В ході боротьби за інвеституру архієпископ Зальцбургу Гепгард підтримував папу Григорія VII та вирішив у 1076 році збудувати у Фрізаху замок, щоб перетяти імператору Генріху IV шлях до альпійських перевалів. Хоча місцевість перебувала у підпорядкування єпископа Гурка і герцога Каринтії, замком володіли архієпископи Зальцбургу і успішно відбивали напади герцога Енгельберта ІІ (1123/24). Велику розбудову замку здійснив архієпископ Конрад І. До 1140 року збудували каплицю Руперта. У замку зупинявся у 1149 році король Конрад III, повертаючись з Другого хрестового походу. Фрідріх I Барбаросса зайняв в  1170 році замок у відповідь на підтримку архієпископом Адальбертом ІІІ папи Олександра III. Річард I Левове Серце втікав до Англії через Фрізах. У боротьбі архієпископа Рудольфа проти герцога Альбрехта І замок успішно відбив у 1292 році напад військ останнього.
У війні імператора Фрідріх III з королем Угорщини Матвієм Корвіном замок утримував угорський гарнізон (1479–1490).
Під час модернізації замку у 1495 році архієпископ Леонхард надав йому сучасного вигляду. Замок втратив своє значення і 1673 році згорів. Був відбудований, але почав занепадати.

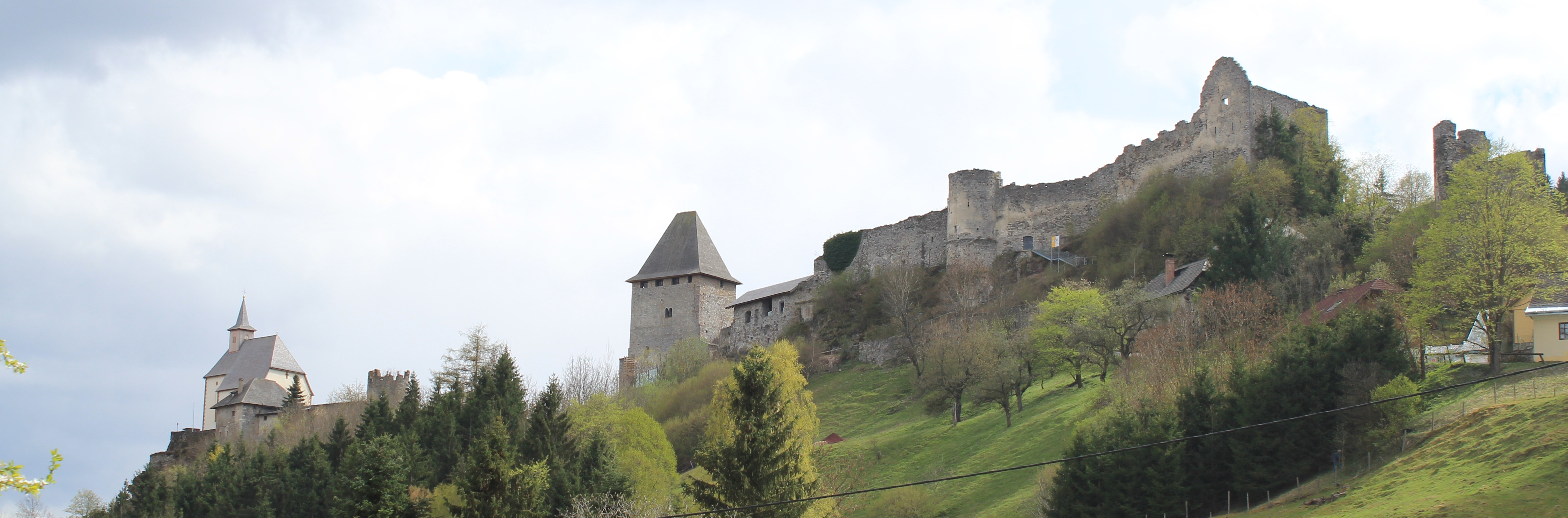
Замок

## Джерела

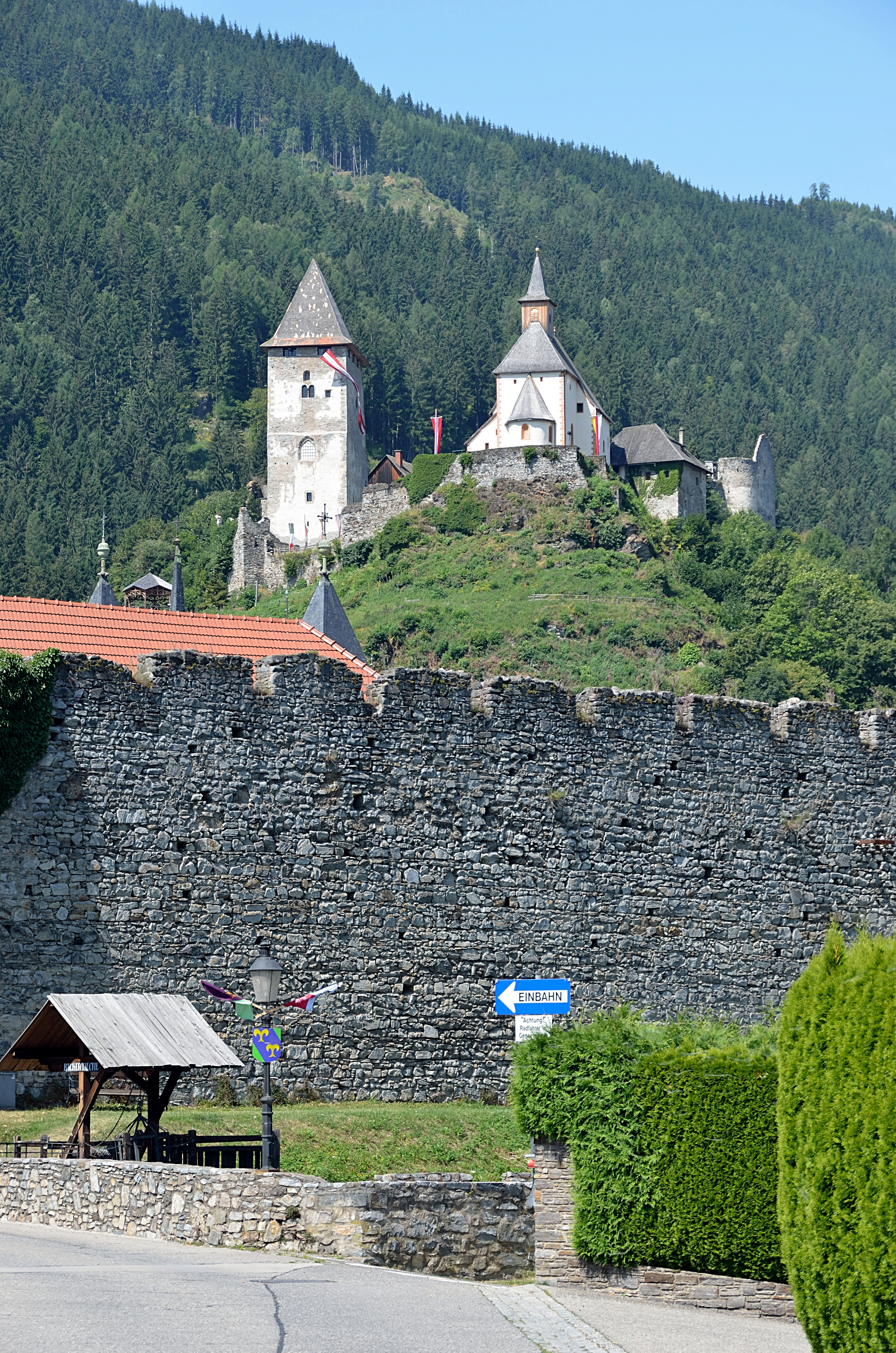
Міський мур Фрізаху і замок Петерсберг